# Jacob Mulenga
Jacob Mulenga (* 12. Februar 1984 in Kitwe, Sambia) ist ein sambischer ehemaliger Fußballspieler.

## Vereinskarriere
Mulenga begann beim sambischen Drittligisten Afrisports FC, dem er in der Saison 2003 mit 32 Ligatoren zum Aufstieg in die zweithöchste Spielklasse verhalf. Im Dezember 2003 absolvierte er gemeinsam mit seinem Landsmann Collins Mbesuma ein Probetraining bei Stade Rennes, beide konnten sich dabei allerdings nicht empfehlen. Auch in der zweiten Liga konnte er seine guten Leistungen bestätigen und traf an den ersten drei Spieltagen viermal. Im Sommer 2004 absolvierte er ein dreiwöchiges Probetraining zusammen mit Billy Mwanza beim SC Bastia. Auch dort konnten sich beide Spieler nicht für einen Vertrag empfehlen, Mulenga bekam aber beim französischen Zweitligisten LB Châteauroux einen Vier-Jahres-Vertrag und wurde damit der zweite Sambier nach Andrew Tembo 1994 bei Olympique Marseille in einer französischen Profiliga. 
Bei seinem Ligaeinstand am 24. August 2004 erzielte Mulenga beide Tore für Châteauroux beim 2:0-Erfolg über Niort. In der Folgezeit wurde er immer wieder durch Verletzungen zurückgeworfen und kam in seiner ersten Saison in Frankreich nur zu 15 Einsätzen. In den beiden folgenden Spielzeiten konnte er die Anzahl seiner Einsätze deutlich steigern (2005/06: 25, 2006/07: 38) ohne allerdings die Anzahl seiner Treffer signifikant zu erhöhen. Im August 2007 wurde er für ein Jahr an den Erstligisten Racing Straßburg ausgeliehen.
Im Sommer 2014 wechselte Mulenga in die türkische TFF 1. Lig zum südtürkischen Vertreter Adana Demirspor. Nach einer Saison wechselte er zu Shijiazhuang Ever Bright in die Chinese Super League. Seit 2018 spielt er für den Zweitligisten Liaoning Hongyun.

## Nationalmannschaftskarriere
Jacob Mulenga debütierte nach seinen starken Leistungen in der zweiten Spielklasse in Sambia bereits im Mai 2004 gegen den Sudan. In der Qualifikation zur Weltmeisterschaft 2006 erzielte Mulenga gegen den späteren WM-Teilnehmer Togo das Tor des Tages im Auftaktspiel der Gruppenphase. Mit dem dritten Platz in der Endtabelle qualifizierte man sich zwar nicht für die Weltmeisterschaft, aber noch vor der Republik Kongo und Mali für die Afrikameisterschaft 2006. Wegen einer Verletzung verpasste er die Endrunde, stand aber zwei Jahre später bei der Afrikameisterschaft 2008 im Aufgebot Sambias und erzielte im Auftaktspiel gegen den Sudan den Treffer zur 2:0-Führung (Endstand 3:0).